# Afokal fotografi

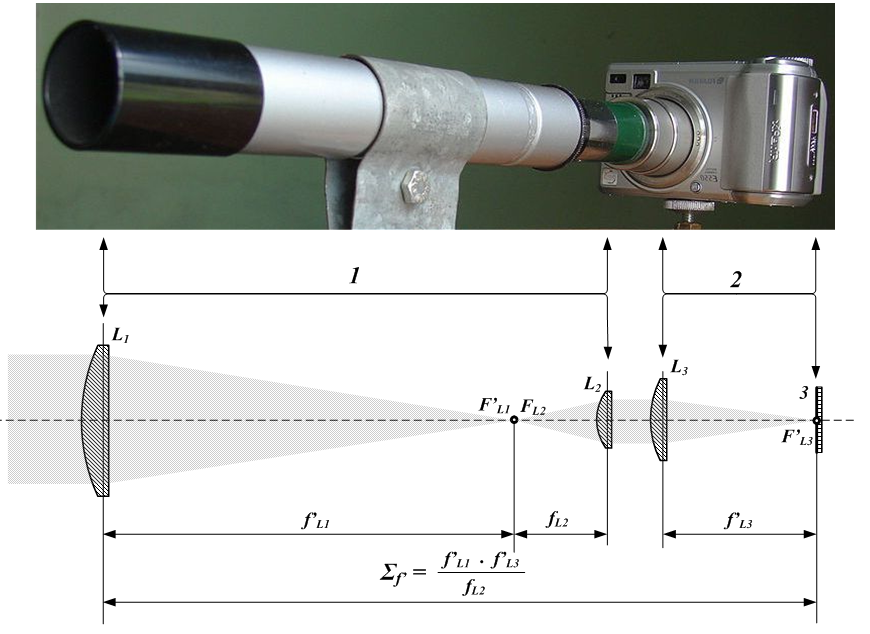
Ett afokalt system med en digitalkamera och en tubkikare samt optiskt diagram:
1 - Teleskop
2 - Kamera
3 - Film eller sensor
L1 - Teleskopobjektiv
L2 - Okular
L3 - Kameralins

Afokal fotografi är en fotografisk metod  där kameran placeras över okularet på ett annat bildskapande system, såsom ett teleskop eller ett mikroskop, och kameran således tar ögats plats..

## Översikt
Afokal fotografering fungerar med alla system som kan producera en virtuell bild av parallellt ljus, till exempel teleskop och mikroskop. Afokala fotografiska inställningar fungerar eftersom bildenhetens okular producerar kollimerat ljus och med kamerans lins fokuserad på oändlighet, vilket skapar ett afokalt system utan nettokonvergens eller divergens i ljusvägen mellan de två enheterna. 
I detta system fokuseras enheten på objektet och kameran placeras så nära okularet som möjligt. Nackdelen är att systemet kommer att ha ett lång brännvidd, med en motsvarande ljussvag bild och med viss vinjettering. En lång brännvidd innebär också att synfältet blir smalt.

## Afokal astrofotografi
Afokal fotografering är en form av astrofotografi som länge utövats av astronomer. Afokala inställningar med film och digitalkameror är dock inte det system för astrofotografering som väljs i första hand, eftersom astrofotografer har många sätt att koppla en kamera till ett astronomiskt teleskop.
De flesta himlaobjekt kräver lång exponering och kompakta digitalkameror för konsumenter blir något problematiska på grund av deras höga inneboende sensorbrus. Detta brus begränsar deras användbarhet, särskilt eftersom punktobjekt, såsom stjärnor, kan skymmas av till och med en enda "het" pixel. Det smala synfältet för denna typ av fotografering lämpar sig mer för mån- och planetobjekt. Fortsatta framsteg inom digitalkamera och bildmanipulation har till viss del övervunnit denna begränsning och digital afokal astrofotografering har blivit mer populär.

## Fågelskådning
Sedan utvecklingen av kompakta digitalkameror används afokal fotografering i stor utsträckning av ornitologer, naturforskare och andra fotografer. Inom fågelskådargruppen fick tekniken snabbt det myntade namnet digiscoping. Fågelskådare och naturforskare fann att en digitalkamera som används i kombination med en tubkikare var en särskilt effektiv teknik, eftersom den gav dem ett enkelt sätt att avbilda sina motiv (ibland genom att helt enkelt hålla upp kameran mot okularet) samt tillät att ta bilder av relativt hög kvalitet. Eftersom dessa typer av fotografier vanligtvis är enstaka motiv (liten bildvinkel) under dagsljus, är ljusförlusten och den smala synvinkeln inget hinder, och den långa brännvidden är fördelaktig.